# بارت ويلنس
بارت ويلنس (بالفرنسية: Bart Wellens)‏ (و. 1978  م) هو cyclo-cross cyclist ‏، ودراج بلجيكي.

## سباقات أو مراحل فاز بها
| التاريخ       | السباق                    | المركز                 |
| ------------- | ------------------------- | ---------------------- |
| 07 يونيو 2009 | رينجيريك جراند بريكس 2009 | الفائز في ترتيب النقاط |

## روابط خارجية
- بارت ويلنس على موقع الاتحاد الدولي للدراجات (الإنجليزية)
- بارت ويلنس على موقع أرشيف الدراجات (الإنجليزية)
- بارت ويلنس على موقع إحصائيات الدراجات الإحترافية (الإنجليزية)
- بارت ويلنس على موقع CycleBase (الإنجليزية)